# Оскарссон, Маркус
Ма́ркус То́биас О́скарссон (швед. Markus Tobias Oscarsson; 9 мая 1977, Вестерос) — шведский гребец-байдарочник, выступал за сборную Швеции в середине 1990-х — начале 2010-х годов. Участник пяти летних Олимпийских игр, чемпион Олимпийских игр в Афинах, серебряный призёр Олимпийских игр в Сиднее, трёхкратный чемпион мира, чемпион Европы, победитель многих регат национального и международного значения.

## Биография
Маркус Оскарссон родился 9 мая 1977 года в городе Вестеросе, лен Вестманланд. Активно заниматься греблей начал с раннего детства, проходил подготовку вместе со старшим братом Маттиасом в местном одноимённом спортивном клубе «Вестерос».
Первого серьёзного успеха на взрослом международном уровне добился в 1996 году, когда попал в основной состав шведской национальной сборной и благодаря череде удачных выступлений удостоился права защищать честь страны на Олимпийских играх в Атланте. Стартовал здесь в зачёте двухместных байдарок в паре со Стаффаном Мальмстеном, на дистанции 500 метров сумел дойти только до стадии полуфиналов, где финишировал седьмым, тогда как на дистанции 1000 метров добрался до финала и показал в решающем заезде восьмой результат. Будучи одним из лидеров гребной команды Швеции, благополучно прошёл квалификацию на Олимпийские игры 2000 года в Сиднее — вместе с напарником Хенриком Нильссоном занял девятое место в полукилометровой программе двоек и получил серебряную медаль в километровой программе — на финише его обошёл только итальянский экипаж Антонио Росси и Беньямино Бономи.
Став серебряным олимпийским призёром, Оскарссон остался в основном составе шведской национальной сборной и продолжил принимать участие в крупнейших международных регатах. Так, в 2001 году он выступил на мировом первенстве в польской Познани, где стал бронзовым призёром в двойках на пятистах метрах. Год спустя получил бронзу и золото на чемпионате Европы в венгерском Сегеде, среди двухместных байдарок на дистанциях 500 и 1000 метров соответственно, тогда как на чемпионате мира в испанской Севилье одержал победу в километровой гонке байдарок-двоек. Ещё через год на мировом первенстве в американском Гейнсвилле успешно защитил чемпионское звание в двойках на тысяче метрах. Позже отправился представлять страну на Олимпийских играх 2004 года в Афинах — с тем же Нильссоном на пятистах метрах сумел дойти только до стадии полуфиналов, где финишировал четвёртым, в то время как на тысяче метрах обогнал всех своих соперников и завоевал тем самым олимпийскую медаль золотого достоинства.
После афинской Олимпиады Оскарссон пропустил один сезон, а затем решил попробовать себя в одиночной дисциплине. В 2006 году он побывал на чемпионате Европы в чешском Рачице, откуда привёз награду бронзового достоинства, выигранную в программе одиночных байдарок на дистанции 1000 метров. Кроме того, в этом сезоне в той же дисциплине одержал победу на чемпионате мира в Сегеде, опередив ближайшего преследователя британца Тима Брэбентса всего лишь на 0,06 секунды. На Олимпийских играх 2008 года в Пекине занял шестое место в одиночках на тысяче метрах, а в двойках на тысяче метрах с Андерсом Густафссоном был дисквалифицирован уже в предварительном раунде за то что вывел лодку за пределы своей дорожки.
В 2011 году Маркус Оскарссон выиграл серебряную медаль на чемпионате мира в Сегеде, в километровом зачёте двухместных экипажей. Отобрался в национальную команду для участия в Олимпиаде 2012 года в Лондоне, однако повторить успех восьмилетней давности не смог, на сей раз они с Нильссоном показали в двойках на тысяче метрах пятый результат, остановившись в двух шагах от подиума. Вскоре по окончании этих соревнований Оскарссон принял решение завершить карьеру профессионального спортсмена, уступив место в сборной молодым шведским гребцам.